# Basella
Basella (oficialmente y en catalán, Bassella) es un municipio español situado en la parte meridional del Alto Urgel (provincia de Lérida), en la comunidad autónoma de Cataluña. Limita con los municipios de Peramola, Oliana, Odén, Castellar de la Ribera, Pinell, Vilanova de la Aguda, Tiurana y La Baronia de Rialb. Cuenta con una población de 210 habitantes (INE 2024).

## Entidades de población
| Entidades de población | Habitantes (2009) |
| ---------------------- | ----------------- |
| Aguilar                | 25                |
| Altés                  | 40                |
| Basella                | 17                |
| Castellnou de Basella  | 7                 |
| Clúa (La)              | 18                |
| Guardiola              | 7                 |
| Mirambell              | 23                |
| Ogern                  | 114               |
| Seriñena               | 1                 |

## Historia

Entidades de población de Basella

Aparece citado en documentos de 1084, siendo feudo de la familia de los Basella.
El pueblo de Basella fue uno de los más afectados por la construcción del embalse de Rialb. El antiguo núcleo urbano, conocido como Castellnou de Bassella desapareció bajo las aguas.

## Demografía
Cuenta con una población de 210 habitantes (INE 2024).
| Gráfica de evolución demográfica de Bassella entre 1842 y 2021 |
| |
| Población de derecho según los censos de población del INE Población de hecho según los censos de población del INEEn estos censos se denominaba Basella: 1842, 1887, 1897, 1900, 1910, 1920, 1930, 1940, 1950, 1960, 1970 y 1981 En estos censos se denominaba Castellnou de Basella: 1857, 1860 y 1877 Entre el censo de 1857 y el anterior, crece el término del municipio porque incorpora a 255014 (Altes) y 255271 (Ogern) |

## Cultura
La iglesia parroquial está dedicada a la Virgen de la Asunción. Es de origen románico y fue reformada en época barroca. Tiene cubierta de bóveda de cañón y un ábside rectangular.
En La Clua se encuentra una iglesia románica del siglo XII dedicada a San Sebastián así como una capilla, también románica, dedicada a San Martín.
Basella cuenta con un museo de la moto en el que se exponen modelos de motocicletas de diversas marcas y épocas.

## Economía
Las principales actividades económicas son la agricultura y la ganadería. Destacan los cultivos de patatas y maíz. Los rebaños principales son de vacas lecheras.